# Sidneioides tamaramae
Sidneioides tamaramae är en sjöpungsart som beskrevs av Kesteven 1909. Sidneioides tamaramae ingår i släktet Sidneioides och familjen klumpsjöpungar. Inga underarter finns listade i Catalogue of Life.